# لحسن وكاك
لحسن بن أحمد وكاك (وجاج) المشهور بـالشيخ الوجاجي (1 يناير 1930 - 3 أغسطس 2025) عالم مسلم مغربي، يعتبر أحد أهم أعلام المغرب ودعاته المصلحين، في الدعوة إلى التوحيد، والتقيد بالسنة، ومحاربة البدع والخرافات، مخلفا بذلك إرثا علميًا ودعويًا ممتدًا لأكثر من سبعة عقود من العطاء في مجال الدعوة والتعليم.

## مسيرته[4][5][6][3]

### مولده
وُلد الشيخ لحسن وكاك 1 شعبان 1349 هـ الموافق لـ1 يناير 1930م بدوار الزاويت بمنطقة أكلو بإقليم تيزنيت، التي تحتضن زاوية سيدي وكاك، أول مدرسة عتيقة شُيدت في المغرب.

### تعليمه
بدأ مشواره العلمي بحفظ القرآن الكريم على يد كبار المشايخ في مسقط رأسه، على رأسهم الشيخ الحسن زدي همو، ثم انتقل إلى منطقتي حاحة وإيدويران حيث تتلمذ على يد فقهاء وشيوخ معروفين، كالشيخ محمد بن علي نايت داود، والشيخ أحمد بن لحسن الأستيفي، قبل أن ينكب على دراسة اللغة العربية وأصول الفقه المالكي على يد خاله الشيخ أحمد الزيتوني.
في بدايات خمسينات القرن الماضي، التحق بالجامعة اليوسفية بمراكش حيث درس على يد أكابر شيوخها وفقهائها، كالعلامة الكيكي ورأفت وبجيج والقاضي السملالي والدكالي وغيرهم. وفي سنة 1959، نال الشهادة العالمية بعد نجاحه في المباراة التي أجريت في الرباط، وفي سنة 1960م، نجح في المباراة التي نظمت في الرباط لاختيار بعض المعلمين ونقلهم من التعليم الابتدائي إلى التعليم الثانوي، وبعد ذلك مارس التدريس بالثانوي في آسفي وتارودانت لمدة عشر سنين.
وفي سنة 1972، التحق بدار الحديث الحسنية، وأدّى امتحان الدورة الأولى، وأحرز على النجاح في شهادة الحديث وعلومه سنة 1972، ثم أدّى امتحان الدورة الثانية سنة 1973، وأحرز على النجاح في شهادة التفسير وعلوم القرآن. وفي سنة 1977، حصل على شهادة دبلوم في الدراسات العليا في دار الحديث الحسنية، فدكتوراه الدولة في العلوم الإسلامية سنة 1986.

### مَناصِبهُ
شغل الشيخ عددا من المهام التعليمية والدعوية داخل المغرب وخارجه على مدى عقود، حيث عمل معلّمًا في التعليم الابتدائي من سنة 1373هـ/1953م إلى 1381هـ/1961م، ثم انتقل ليشغل منصب أستاذ بالسلك الثاني إلى غاية سنة 1398هـ/1977م. بعد ذلك التحق بسلك التعليم العالي، فعُيّن أستاذًا جامعيا مساعدًا في كلية اللغة العربية بمدينة مراكش من سنة 1398هـ/1977م حتى 1409هـ/1988م، ثم رُقي إلى رتبة أستاذ محاضر حتى تاريخ إحالته على التقاعد يوم 13 جمادى الآخرة 1411هـ الموافق لـ31 دجنبر 1990م.
أما في المهام التعليمية والدعوية خارج المغرب، فقد أوفدته وزارة الأوقاف المغربية منذ سنة 1392هـ/1972م للعمل معلّمًا وواعظًا للجالية المغربية بفرنسا، واستمر في هذه المهمة إلى حدود سنة 1430هـ/2009م. كما عُيّن مدرّسًا بكلية التربية بمدينة الطائف في السعودية بصفته معارًا من وزارة التربية الوطنية المغربية، بين سنتي 1404هـ/1984م و1408هـ/1986م. ثم واصل عطاءه العلمي في المعهد السعودي بموريتانيا، حيث درّس هناك من سنة 1410هـ/1990م إلى 1417هـ/1997م. إضافة إلى كل ذلك، ألقى الشيخ دروسا ومحاضرات في عدد من مساجد المملكة وخارجها، كثير منها محفوظ في تسجيلات صوتية ومرئية.

### التأليف
- كتاب "دراسة وتحقيق وقف القرآن الكريم للشيخ الهبطي (دراسة وتحقيق)"، طُبع سنة: 1411 هـ/ 1991م
- كتاب "منبهة الإمام المقرئ أبي عمرو الداني (دراسة وتحقيق وتعليق)"
- دراسات مفرغة من محاضراته الدورية بكلية اللغة في مراكش وكلية الشريعة بأكادير.